# Pi Hydrae
Pi Hydrae (49 Hydrae) é uma estrela na direção da constelação de Hydra. Possui uma ascensão reta de 14h 06m 22.27s e uma declinação de −26° 40′ 55.3″. Sua magnitude aparente é igual a 3.25. Considerando sua distância de 101 anos-luz em relação à Terra, sua magnitude absoluta é igual a 0.79. Pertence à classe espectral K2III.